# Centro Stile Fiat
Le Centro Stile FIAT est le bureau d'études du groupe Fiat spécialisé dans la recherche et développement du style des voitures de demain.

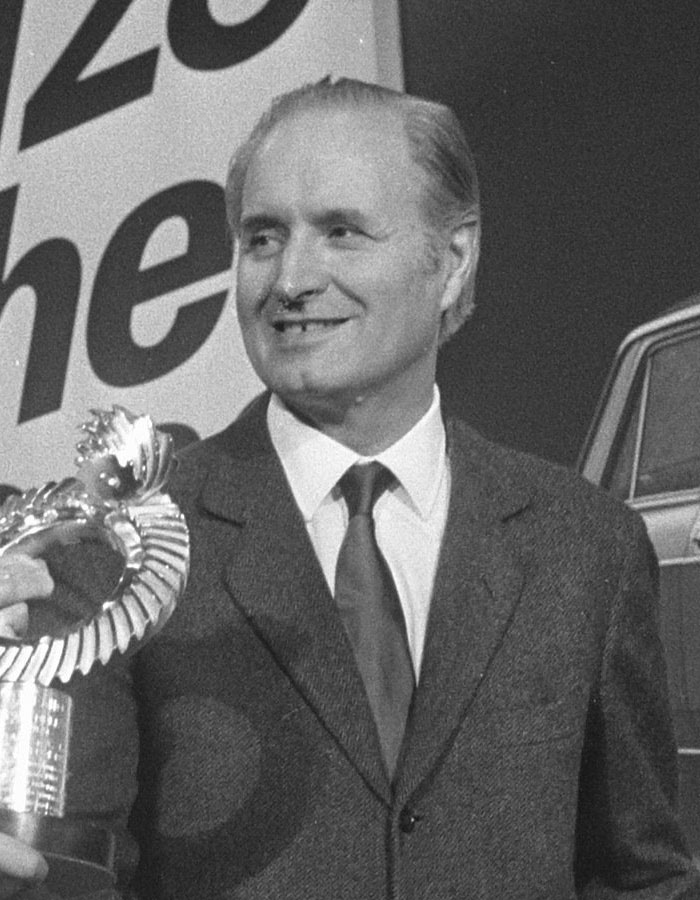
l'ingénieur Dante Giacosa en 1970

## Histoire
Le Centro Stile FIAT a été créé en janvier 1959 sous la forme d'une unité indépendante. Durant les dix premières années, il a œuvré sous les ordres de la "Direction Supérieure Technique Automobiles" dirigée par l'ingénieur Dante Giacosa. Plus de 80 personnes y travaillaient réparties en 8 secteurs spécifiques :
- dessin et style des carrosseries,
- dessin et style des aménagements intérieurs,
- modélisation des modèles pour validation,
- moules et formes pour carrosseries,
- réalisation des tôles battues sur moules,
- assemblage et soudure châssis et carrosseries,
- peinture et finitions,
- réalisation des aménagements intérieurs et montage.

Le Centro Stile FIAT n'avait pas en charge la partie mécaniques des nouveaux modèles mais uniquement de la carrosserie et des aménagements intérieurs. Il travaillait aussi avec des designers extérieurs de réputation mondiale tels que Pininfarina, Bertone, Ghia, Fissore.

### Les années 1950 et 1960
Durant ces 20 premières années, le "Centro Stile FIAT" a fait aussi appel à des designers spécialistes de renommée mondiale comme Mario Boano. Au cours des années 1960, toujours sous la direction de Dante Giacosa, plusieurs projets ont été développés et les modèles commercialisés : Fiat 850, Fiat 124, Fiat 125, Fiat 128, Fiat 130 et l'Autobianchi A112. A la fin des années 1960, un grand projet a été mené à bon terme avec le designer Pio Manzu, les Fiat 127 et 126.

### Les années 1970 et 1980
Durant les années 1970, le Centro Stile FIAT est l'heureux concepteur des modèles Fiat 132 et Fiat 131 puis, sous la direction di Gianpaolo Boano, de la Fiat Ritmo.
À partir des années 1980, le Centro Stile FIAT poursuit le développement en interne de nouveaux modèles comme les Fiat Argenta, Fiat Regata et Autobianchi Y10. Mais il s'ouvre aux nouveaux designers pour des collaborations plus ou moins importantes avec l'Italdesign de Giorgetto Giugiaro, et le cabinet I.De.A Institute tout en gardant d'excellentes relations avec les maîtres Pininfarina et Bertone. La direction est passée successivement de Dante Giacosa à Gian Paolo Boano puis à Mario Maioli.
À la suite du rachat par FIAT du constructeur automobile Lancia-Autobianchi en 1977, Maioli assume également la responsabilité du Centre de Coordination Stile de Lancia et Autobianchi.

En 1986, après l'entrée d'Alfa Romeo dans la galaxie du Groupe Fiat, le Centro Stile FIAT prend également en charge la direction du Centre Stile du constructeur milanais, créé en à Milan en 1957, mais qui, dans un premier temps, conservera son autonomie. Sa direction est confiée à Walter de Silva. A la direction du Centre Stile FIAT se succèdent Ermanno Cressoni, l'ingénieur Leonardo Fioravanti. 
Après un premier apprentissage chez Opel, le designer américain Chris Bangle restera 6 ans au sein du Centro Stile FIAT de 1986 à 1992 où il complète sa formation au contact des grands maîtres italiens du design. Il sera ensuite recruté par BMW où il sera directeur du style de la marque.

### Les années 1990
La direction du groupe Fiat décide de fusionner tous les Centro Stile de chacune des marques du groupe dans une seule et unique entité baptisée Innovation & Développement Design.
Au cours des années 1990, de très nombreux modèles automobiles ont été développés en interne : Fiat Cinquecento, Fiat Bravo, Fiat Brava, Fiat Marea, Fiat Barchetta, Fiat Coupé, Fiat Seicento, Fiat Multipla, Fiat Punto II, Fiat Stilo, Fiat Doblò, Lancia Y, Lancia Lybra, Lancia Thesis, Alfa Romeo 145, Alfa Romeo 146, Alfa Romeo 156, Alfa Romeo 166 et Alfa Romeo 147 tout en conservant des liens étroits pour des projets en collaboration avec des prestataires extérieurs, en particulier avec Italdesign de Giorgetto Giugiaro et I.De.A Institute).

### Les années 2000
Au début des années 2000, la coordination des différentes unités de style est assurée par l'ingénieur Humberto Rodriguez qui recrute pour la division Fiat le designer américain Mike Robinson et l'architecte Flavio Manzoni, pour la division Lancia, Marco Tencone et pour la division Alfa Romeo le designer grec Andreas Zapatinas et l'allemand  Wolfgang Egger. En 2000, Fiat crée une nouvelle entité Advanced Design qui sera dirigée par le chef designer Roberto Giolito.
Durant ces années, les nouveaux modèles développés en interne sont : Fiat Panda II avec la participation de Bertone et I.De.A Institute, la Fiat Idea avec l'appui de Italdesign pour la design extérieur, la Lancia Ypsilon, l'Alfa Romeo GT en collaboration avec Bertone et l'Alfa Romeo 8C Competizione.
En 2005, la coordination des unités de style est assurée par le designer américain Frank Stephenson, la division Fiat est confiée au designer autrichien Christopher Reitz. Durant cette période 3 modèles parmi les plus importants du groupe Fiat sont développés : Fiat Bravo II, la Fiat 500 et l'Alfa Romeo MiTo. D'excellents rapports sont toutefois entretenus avec les prestataires extérieurs et notamment Italdesign.

### 2007: Centro Stile Fiat Group Automobiles (Officina 83)
Le 2 juillet 2007, le jour de la présentation au grand public de la toute nouvelle Fiat 500 et des 50 ans de la première Fiat 500, la direction du groupe Fiat Automobiles inaugure les locaux du nouveau Centro Stile Fiat dans le bâtiment 83 de l'Usine Fiat-Mirafiori, via Plava 80 à Turin. La nouvelle unité est renommée Officina 83, c'est le siège du nouveau Centro Stile de Fiat Group Automobiles. 
C'est désormais le pôle de référence pour toutes les activités liées au style des marques du Groupe Fiat,. 
C'est désormais dans cet unique centre général que sont conçus les nouveaux modèles des marques FIAT, Alfa Romeo, Lancia, Abarth, Maserati, Fiat Professional, Iveco et CNH. La conception générale est turinoise, l'adaptation aux caractéristiques des marchés spécifiques est assurée par les centres locaux. Le responsable général et coordonnateur de toutes les activités est l'ingénieur Lorenzo Ramaciotti,.
Le Centro Stile FGA, jusqu'en 2015, occupait 200 salariés à Turin. Il était organisé en 9 départements : 
- FIAT & Abarth Style sous la direction de Roberto Giolito,
- Lancia, Alfa Romeo & Maserati Style sous la direction de Marco Tencone,
- Fiat Professional, Iveco & CNH Style sous la direction de Peter Jansen,
- Cross Style sous la direction de Alberto Dilillo,
- Color & Material sous la direction de Rossella Guasco,
- CAS & Pre-Engineering sous la direction de Andrea Mainini,
- Surfacelab sous la direction de Marco Bertolazzi,
- Workshop sous la direction de Valerio Gullino,
- Style Planning sous la direction de Dario Rebola.

En 2015, à la suite de l'intégration dans le groupe Fiat du groupe américain Chrysler Automobiles avec la création de Fiat Chrysler Automobiles et le départ à la retraite de Lorenzo Ramaciotti, le Centro Stile FIAT a été placé sous la direction de l'américano-haïtien Ralph Gilles. En octobre 2015, le département stile de la zone EMEA, a été complètement réorganisé pour ne laisser qu'un responsable unique du style, l'allemand Klauss Busse (ex Daimler, resté chez Chrysler), qui chapeaute les responsables des départements carrosserie et le responsable des aménagements intérieurs, son compatriote Andreas Wuppinger.

### Principaux concept car réalisés par le Centro Stile FIAT
FIAT
- ESV, Turin 1971
- X1/23, Turin 1974
- SCIA, Turin 1993
- Downtown, Turin 1993
- Ecobasic, Genève 2000
- Trepiùno, Genève 2004
- Oltre, Bologne 2005

Lancia
- Dialogos, Turin 1998
- Nea, Paris 2000
- Stilnovo, Barcelone 2003
- Fulvia Coupé, 2004

Alfa Romeo
- Proteo, Genève 1991
- Nuvola, Paris 1996
- Kamal, Genève 2003
- 8C Competizione, Francfort 2003
- 4C Concept, Genève 2011

Maserati
- Kubang, Francfort 2011

### Prix et Reconnaissances
Fiat Multipla
- Car Design Award, Auto & Design “Best concept car design”, Turin 1996
- Top Gear U.K. Car of the year, Londres 1999
- Top Gear U.K. Best Family car, Londres 1999
- Top Gear U.K. Best Family car, Londres 2000

Fiat Ecobasic
- Automotive World, “Best Design Team”, Paris 2000
- Automotive News, “Best Concept Car Interior”, Paris 2000

Fiat 500
- World Car Design of the Year, New York 2009
- Premio Innovazione e Ricerca, Président de la République italienne, Rome 2009

Alfa Romeo 156
- Auto più Bella del Mondo, Automobilia, Italie, 1998
- Trophee du Design, Automobile Magazine, France, 1998
- European Award of Automotive Design, Belgique, 1998
- The Best Performance in Styling, Autovisie, Pays-Bas, 1998
- Dream Car of the Year, Auto Moto, Pologne, 1998

Alfa Romeo 147
- Trophées du Design 2000, Automobile Magazine, France, 2000
- Prix Européen du Design Automobile 2001, Belgique, 2001

Alfa Romeo 166 FL
- L'Automobile più Bella del Mondo (cat. grandes berlines), Automobilia, 2003

Alfa Romeo GT
- Trophée du Design, L'Automobile Magazine, France, 2004
- L'Automobile più Bella del Mondo (cat. Coupé & cabriolet), Automobilia, 2004
- The Most Beautiful Car in the Czech Republic, Designers Committee, 2005

Alfa Romeo 8C Competizione
- Premio Internazionale Villa d'Este, 2004
- Premio Supercar Festival Automobile International, 2006

Alfa Romeo 8C Spider
- Premio Internazionale Villa d'Este, 2006

Alfa Romeo MiTo
- Plus Belle Voiture de l'Année, Festival Automobile International, 2008
- Die Besten Autos 2009, Stuttgart, 2009

## Centres de recherche et développement Fiat dans le monde

### Chine
Depuis son implantation en Chine en 1999, d'abord avec Nanjing-Fiat et actuellement avec Guangzhou-Fiat, le groupe italien a constitué une unité locale de design pour mieux adapter ses productions locales au gout de la clientèle chinoise.

### Inde
Après avoir créé sa première unité de production automobile en Inde en 1950 avec son associé local Premier (automobile), avec la libéralisation du marché en 1997, Fiat créée sa propre filiale Fiat India et y adjoint une unité chargée d'adapter ses modèles aux coutumes et habitude locales. Cette unité originellement implantée dans l'usine de Mumbay a été déplacée sur le nouveau site de Ranjangaon en 2006.

### États-Unis
Après la fusion du groupe Chrysler avec l'allemand Daimler-Benz qui l'a conduit à la faillite, c'est Fiat Auto qui a racheté le groupe américain et a conservé le bureau de style dans ses locaux précédents après les avoir équipés des outils informatiques dignes d'une entreprise moderne. Cette unité dépend du Centro Stile FIAT de Turin. On lui doit tous les modèles des marques Chrysler, Dodge, Ram Trucks et SRT.

### Brésil

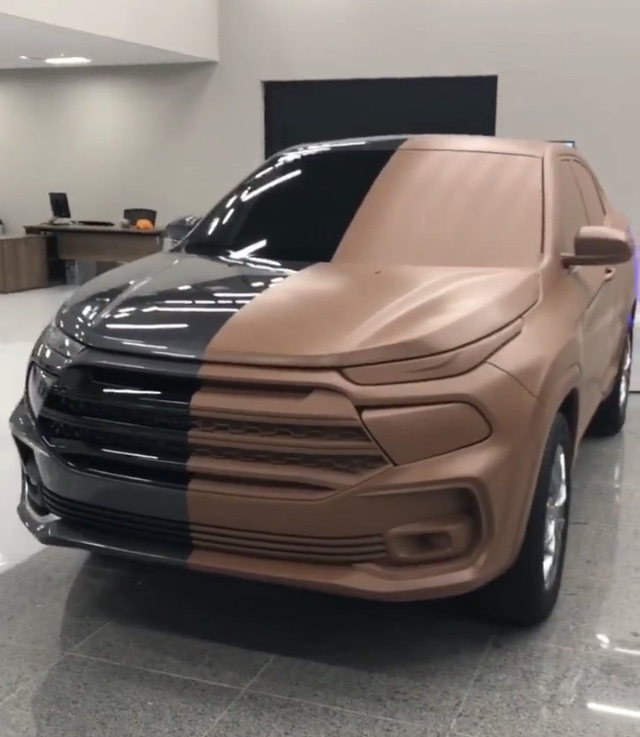
Maquette d'étude du Fiat Fastback Concept au Centro Stile FCA Latam

Pour la conception des modèles spécifiques à l'Amérique du Sud, dès son implantation en 1977, Fiat Automoveïs bénéficie d'une division spécifique pour adapter le style et les aménagements intérieurs aux goûts locaux. L'unité travaille sous le contrôle du Centro Stile FIAT de Turin mais dispose d'une petite autonomie plus importante que les  autres unités de par le monde. Elle est implantée au cœur de l'usine géante Fiat de Betim.

### Turquie
Pour la mise au point des modèles spécifiques à la Turquie, dès son implantation en 1968, Fiat-Tofaş a bénéficié d'une division spécifique pour adapter le style et les aménagements intérieurs aux goûts locaux. L'unité travaille sous le contrôle du Centro Stile FIAT de Turin. Elle est implantée au cœur de l'usine Fiat de Bursa. On lui doit la variante Tofaş Murat 124 Serce, Tofaş 131 Doğan (1994), l'industrialisation du Fiat Doblò 1re et 2e génération, de la gamme Fiat Fiorino & Qubo - Citroën Nemo - Peugeot Bipper ainsi que la gamme Fiat Tipo (2016).